# Glomeris lugubris
Glomeris lugubris är en mångfotingart som beskrevs av Carl Graf Attems 1952. Glomeris lugubris ingår i släktet Glomeris och familjen klotdubbelfotingar. Inga underarter finns listade i Catalogue of Life.